# 周仰杰
拿督周仰杰，OBE（1948年11月15日—）是一名旅居英國倫敦的馬來西亞華人設計師，因設計各類女鞋而知名。

## 生平
拿督周仰杰，1948年出生於马来西亚槟城一個鞋匠世家。他在11歲時製作出了他生平的第一雙鞋。

### 職業生涯
1988年，《時尚》史無前例地用了8頁版面介紹周仰杰的手工女裝鞋，讓周仰杰名聲大譟。1990年之後，周仰杰為黛安娜王妃製作了無數雙鞋子，知名度更加提升。
1996年，周仰杰與《時尚》雜誌編輯 Tamara Mellon 共同創立了 Jimmy Choo Ltd；開設精品鞋店，設計並銷售工廠量產的高檔女裝鞋子品牌 「Jimmy Choo London」。此後，「Jimmy Choo」品牌指的是「Jimmy Choo London」，而周仰杰原本的手工女裝鞋品牌便改成「Jimmy Choo Couture」。
2002年4月，周仰杰脫售了他手上所有的 Jimmy Choo Ltd 股份。從此周仰杰與 Jimmy Choo Ltd 完全脫離關係，繼續專心於他的超級高檔女裝鞋「Jimmy Choo Couture」。目前「Jimmy Choo Couture」鞋子是世界上最昂貴的鞋子；其擁護者包括各國王室、影視明星、政商名流等。

## 家庭
妻子 Rebecca Choi 是香港人，兩人有一子一女。
長子是旅日部落客，商人周國棟，有设立网站“Culture Japan”及主持相关电视节目。
侄女 Sandra Choi 受他啟發，亦成為鞋類設計師。

## 榮譽
- 2000年，馬來西亞彭亨州蘇丹為表彰周仰杰的成就而封賜其為“拿督”。
- 2002年，英國為表彰周仰杰為英國制鞋及時裝產業而做出的貢獻而頒發其“大英帝國官佐勳章”。
- 2004年，周仰杰被其家鄉檳城州元首授予“护国有功勋章”。
- 2009年，被倫敦藝術大學授予“榮譽院士”。

## 外部連結
- 周仰杰官網（页面存档备份，存于）（英文）
- Jimmy Choo的Instagram帳戶 （页面存档备份，存于）
- Jimmy Choo的X（前Twitter）
- Jimmy Choo的Facebook專頁 （页面存档备份，存于）
- Jimmy Choo的YouTube頻道 （页面存档备份，存于）